# Muliercula discrepans
Muliercula discrepans är en kvalsterart som först beskrevs av Balogh 1959.  Muliercula discrepans ingår i släktet Muliercula och familjen Scheloribatidae. Inga underarter finns listade i Catalogue of Life.